# Полоцкий педагогический институт
Полоцкий педагогический институт (бел. Полацкі педагагічны інстытут) — высшее учебное заведение, существовавшее в СССР.

## История
Полоцкий педагогический институт был открыт на основании постановления Совета Министров Белорусской ССР от 16 февраля 1953 года № 178
«Об организации Полоцкого педагогического института», что было обусловлено быстрым экономическим развитием республики после Великой Отечественной войны и острой нехваткой кадров с высшим образованием. Город Полоцк с 20 сентября 1944 года по 8 января 1954 года являлся центром Полоцкой области. Директором учебного заведения был назначен Терентьев Павел Епифанович.
Учебный год в пединституте начался с 7 сентября 1953 года. Так как у института на момент его образования не было собственного здания, студенты обучались в корпусе Полоцкого педагогического училища (ныне Полоцкий колледж УО «ВГУ имени П. М. Машерова») во вторую смену. В числе трудностей, с которыми столкнулся новый вуз, было также отсутствие необходимой учебной и материальной базы.
В первые годы деятельности Полоцкого педагогического института в нём действовало два факультета — филологический и физико-математический; первоначально работало 16 преподавателей. Часть студентов были приезжими — они проживали на частных съёмных квартирах, а также в комнатах в одном крыле здания гостиницы «Двина», так как собственного общежития у учебного заведения тоже не было.
Во второй год деятельности в институте обучалось 400 студентов. В 1954/55 учебном году в ППИ действовало восемь кафедр: марксизма-ленинизма; русского языка и литературы; белорусского языка и литературы; физики; математики; педагогики и психологии; физического воспитания; иностранных языков. В этом же учебном году число преподавателей достигло 29 челочек, пятеро из них были кандидатами наук.
В Полоцком педагогическом институте работало много студенческих кружков, спортивных секций, устраивались разнообразные
встречи с интересными и известными людьми. Некоторые из студентов приняли участие во Всемирном фестивале молодёжи и студентов в Москве, ездили на целину. Известные выпускники вуза: Виноградов, Виктор Никонович, Коваленко, Николай Григорьевич.
1 августа 1959 года институт был закрыт: факультет русского и белорусского языков и литературы был переведён в Могилёвский педагогический институт (ныне Могилёвский государственный университет), физико-математический факультет передан Витебскому педагогическому институту (ныне Витебский государственный университет). Студенты были распределены между указанными институтами и Брестским педагогическим институтом (ныне Брестский государственный университет). Всё имущество Полоцкого педагогического института было передано Витебскому областному отделу народного образования для организации школы-интерната в городе Полоцке.